# Margaret Marsh
Margaret Marsh is een civil parish in het bestuurlijke gebied North Dorset, in het Engelse graafschap Dorset. In 2001 telde het dorp 45 inwoners.